# Muzeum Złota w Bogocie
Muzeum Złota (hiszp. Museo del Oro) w Bogocie – placówka muzealna w stolicy Kolumbii Bogocie, największe i najbogatsze na świecie muzeum sztuki złotniczej kultur prekolumbijskich.
Muzeum zostało założone i jest sponsorowane przez narodowy bank Kolumbii – Bank Republiki (hiszp. Banco de la República), stąd pełna nazwa placówki brzmi: Muzeum Złota Banku Republiki (Museo del Oro del Banco de la República).
Początek zbiorom muzeum dała kolekcja w Sali Posiedzeń Rady (Sala de Juntas) Banku Republiki, prezentowana od 1939. Obecnie zbiory muzealne mieszczą się w dwóch, połączonych ze sobą, budynkach: starszym, z 1968, odnowionym na początku XXI wieku, i nowoczesnym, w którym ekspozycja została otwarta w 2004.
Muzeum prezentuje historię wytopu i obróbki metali oraz historię rzemiosła kultur prekolumbijskich z obszaru dzisiejszej Kolumbii. Ekspozycja i zbiory muzeum zawierają ponad 30 tysięcy obiektów należących głównie do najważniejszych „złotych” kultur rozwijających się na tym obszarze – Tairona, Quimbaya, Tolima, Calima, Sinú i Muisca-Chibcha. Wystawy prezentują nie tylko przedmioty ze złota, ale także z innych metali i surowców.

## Galeria

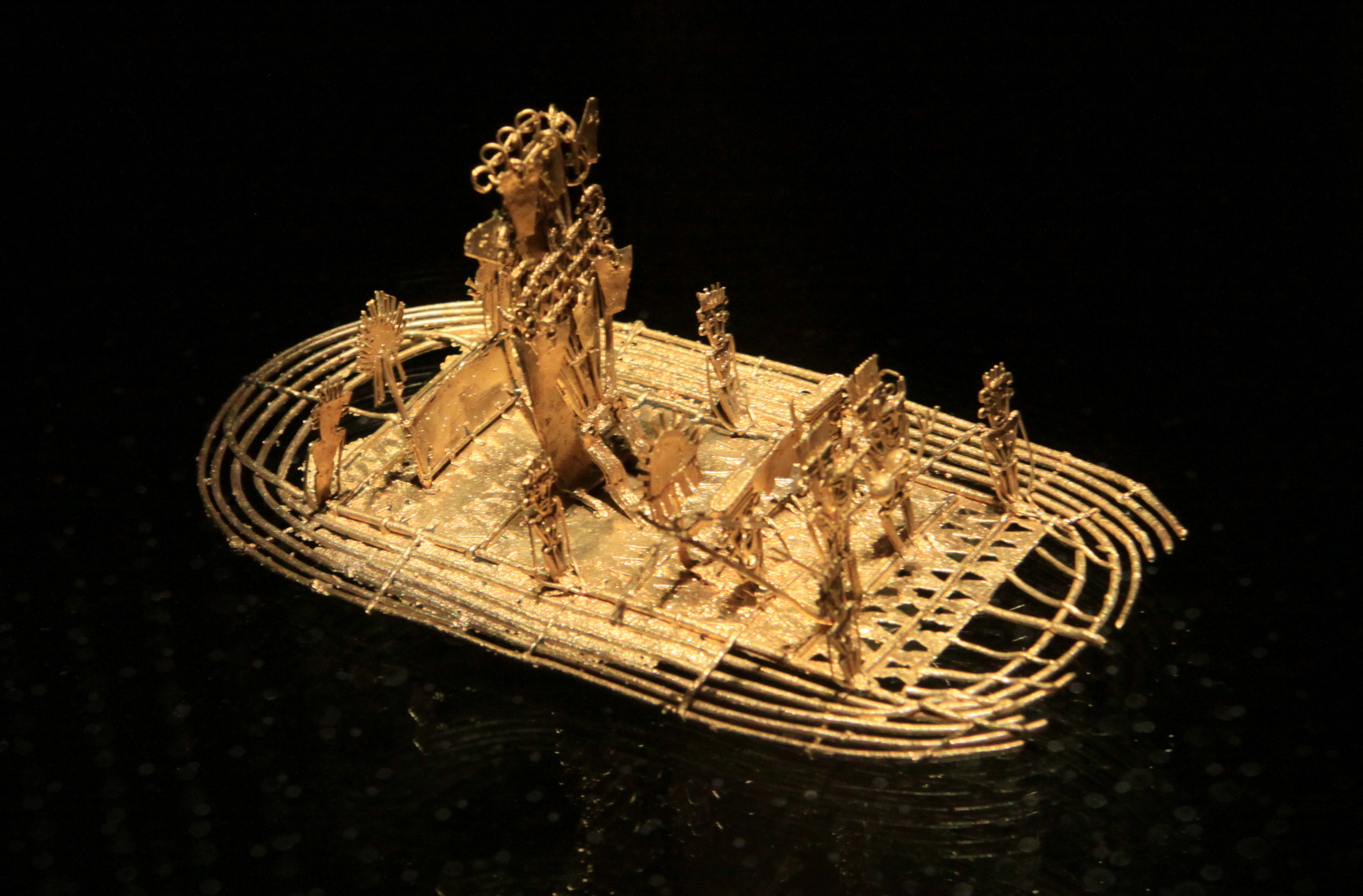
Balsa Muisca (Tratwa Muisca), kultura Muisca-Chibcha
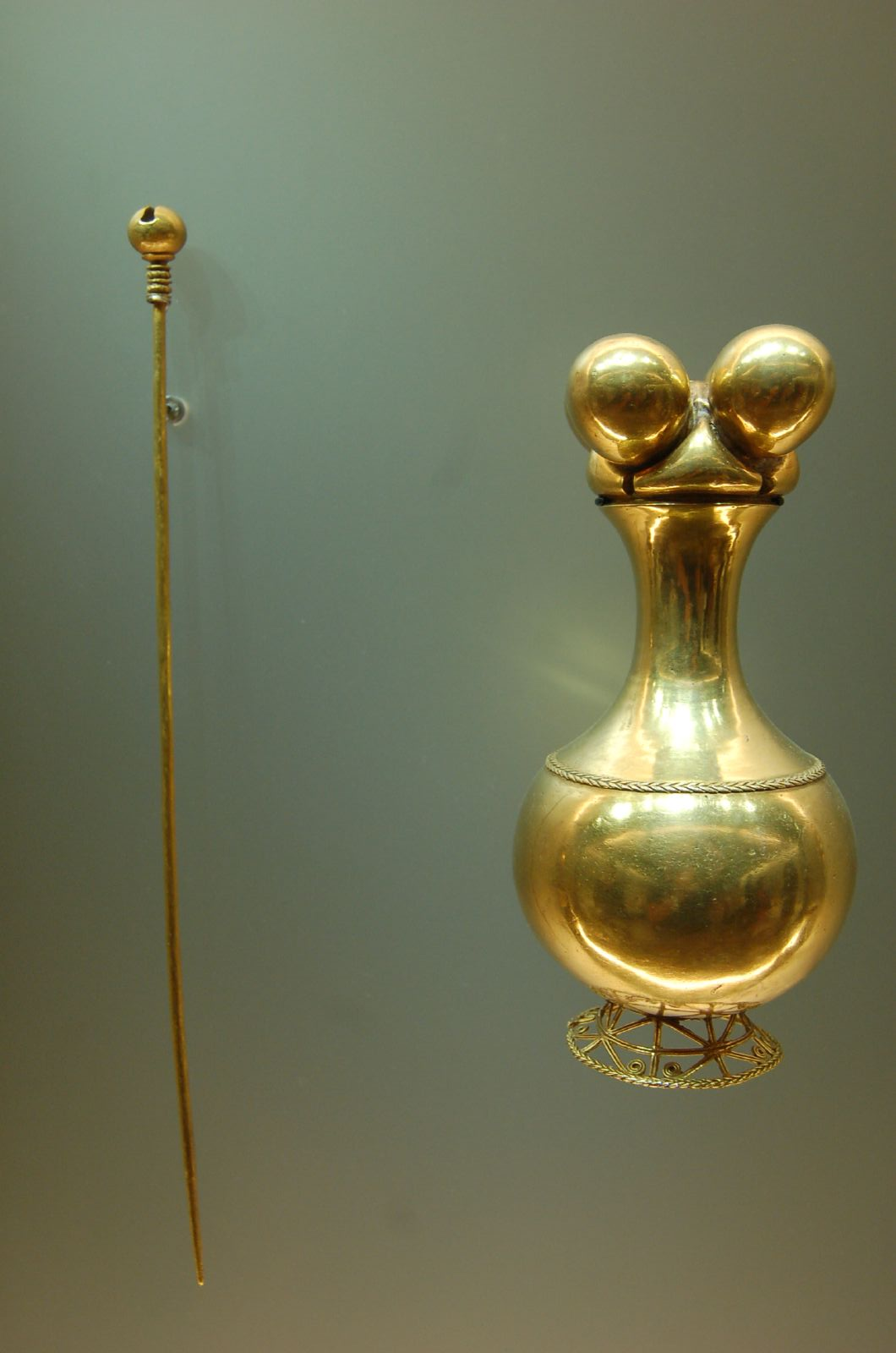
Złote przedmioty kultury Quimbaya – tłuczek i złote naczynie ceremonialne (tzw. poporo)
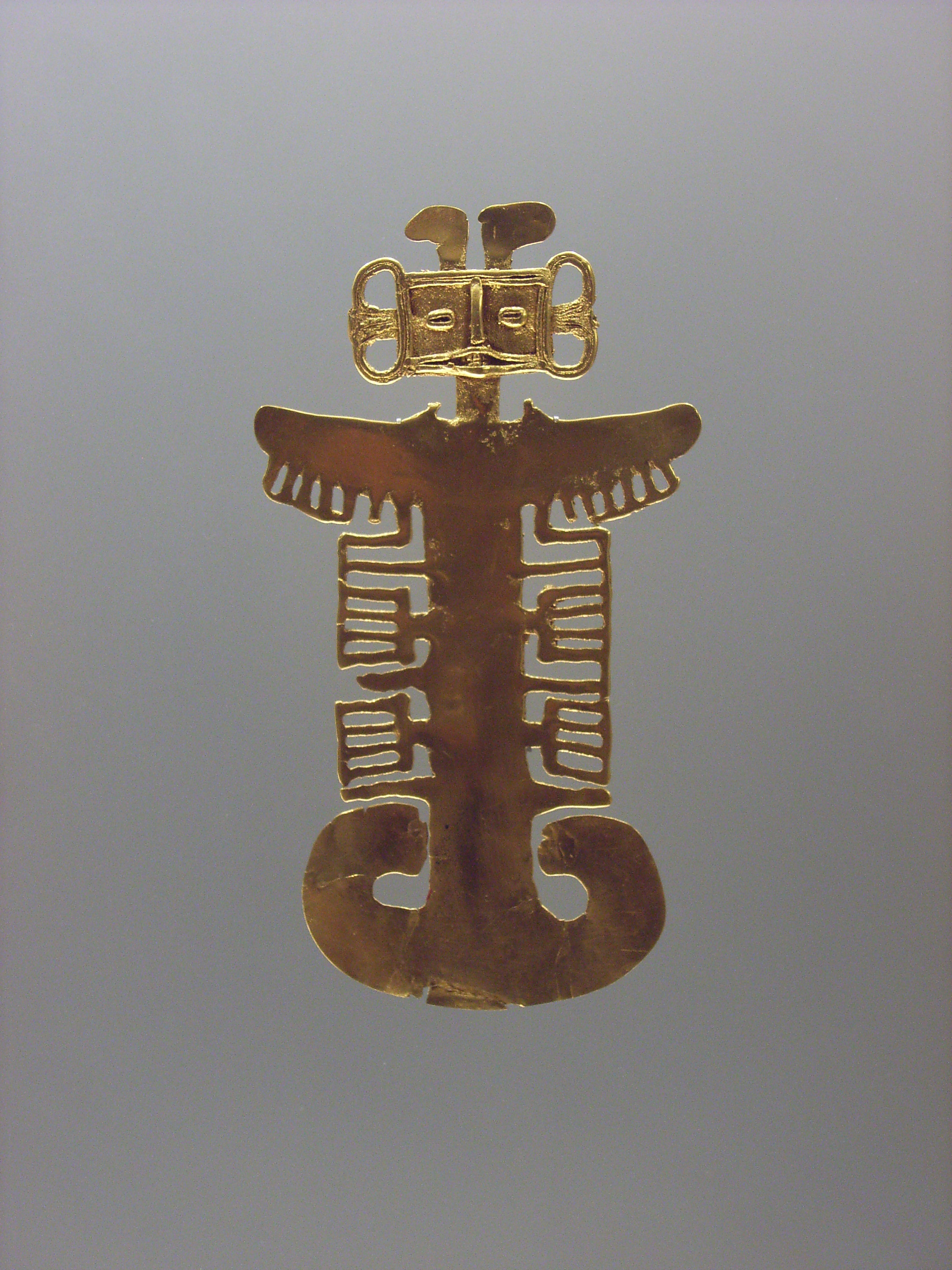
Złota brosza, kultura Tolima